# Bosque County
Das Bosque County ist ein County im Bundesstaat Texas der Vereinigten Staaten. Das U.S. Census Bureau hat bei der Volkszählung 2020 eine Einwohnerzahl von 18.235 ermittelt. Der Sitz der County-Verwaltung (County Seat) befindet sich in Meridian.

## Geographie
Das County liegt nordöstlich des geographischen Zentrums von Texas und hat eine Fläche von 2597 Quadratkilometern, wovon 35 Quadratkilometer Wasserfläche sind. Es grenzt im Uhrzeigersinn an folgende Countys: Somervell County, Johnson County, Hill County, McLennan County, Coryell County, Hamilton County und Erath County.

## Geschichte
Bosque County wurde am 4. Februar 1854 aus Teilen des McLennan County gebildet und die Verwaltungsorganisation am 7. August gleichen Jahres abgeschlossen. Benannt wurde es nach dem Bosque River. Dieser heißt nach dem Spanischen „Bosque“ (deutsch: Wald) wegen der ausgeprägten Vegetation an seinen Ufern.

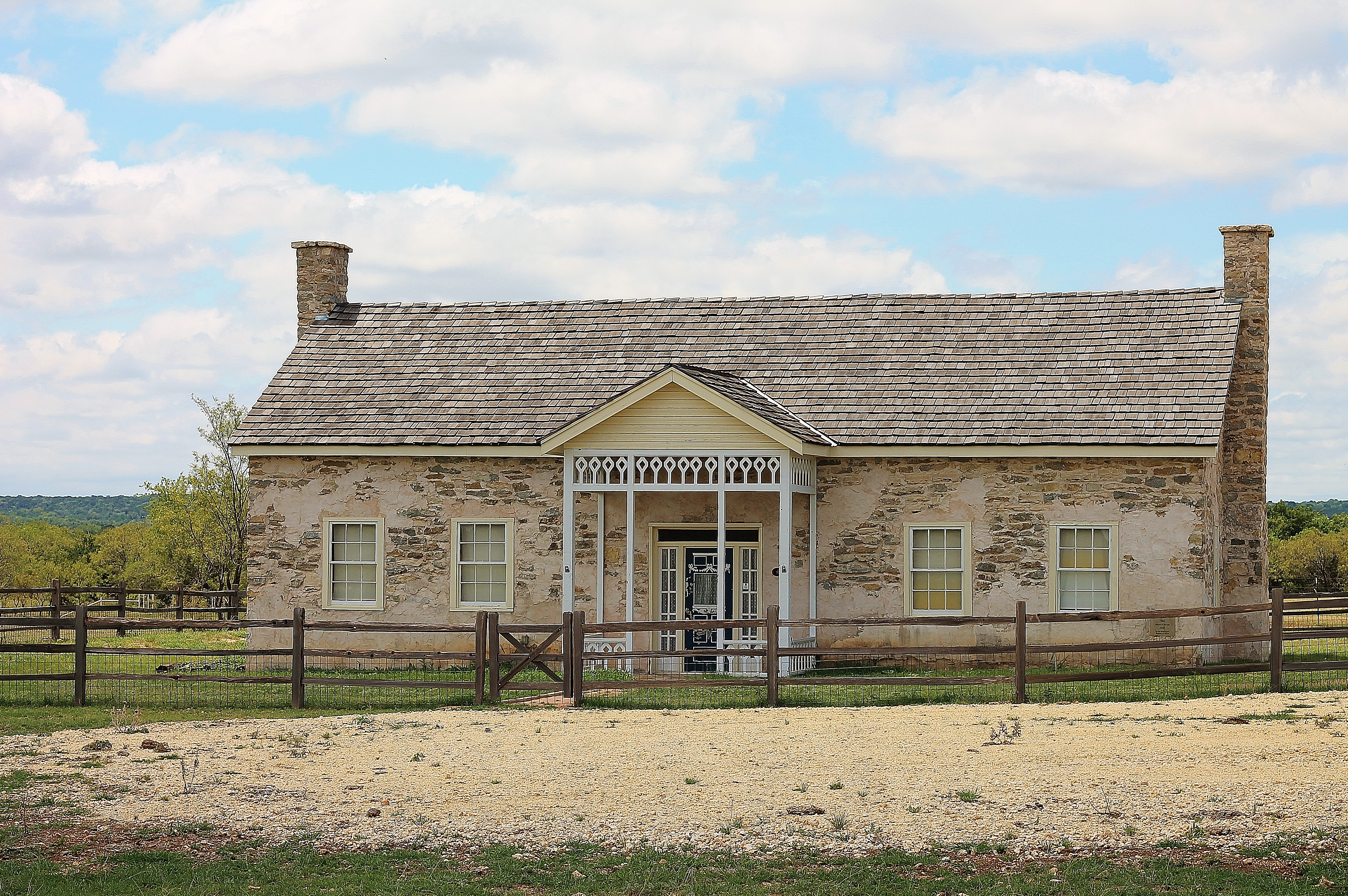
Die Jens and Kari Ringness Farm ist einer von 39 Einträgen des Countys im NRHP.

39 Bauwerke und Stätten des Countys sind im National Register of Historic Places (NRHP) eingetragen (Stand 4. Mai 2020).

## Demografische Daten

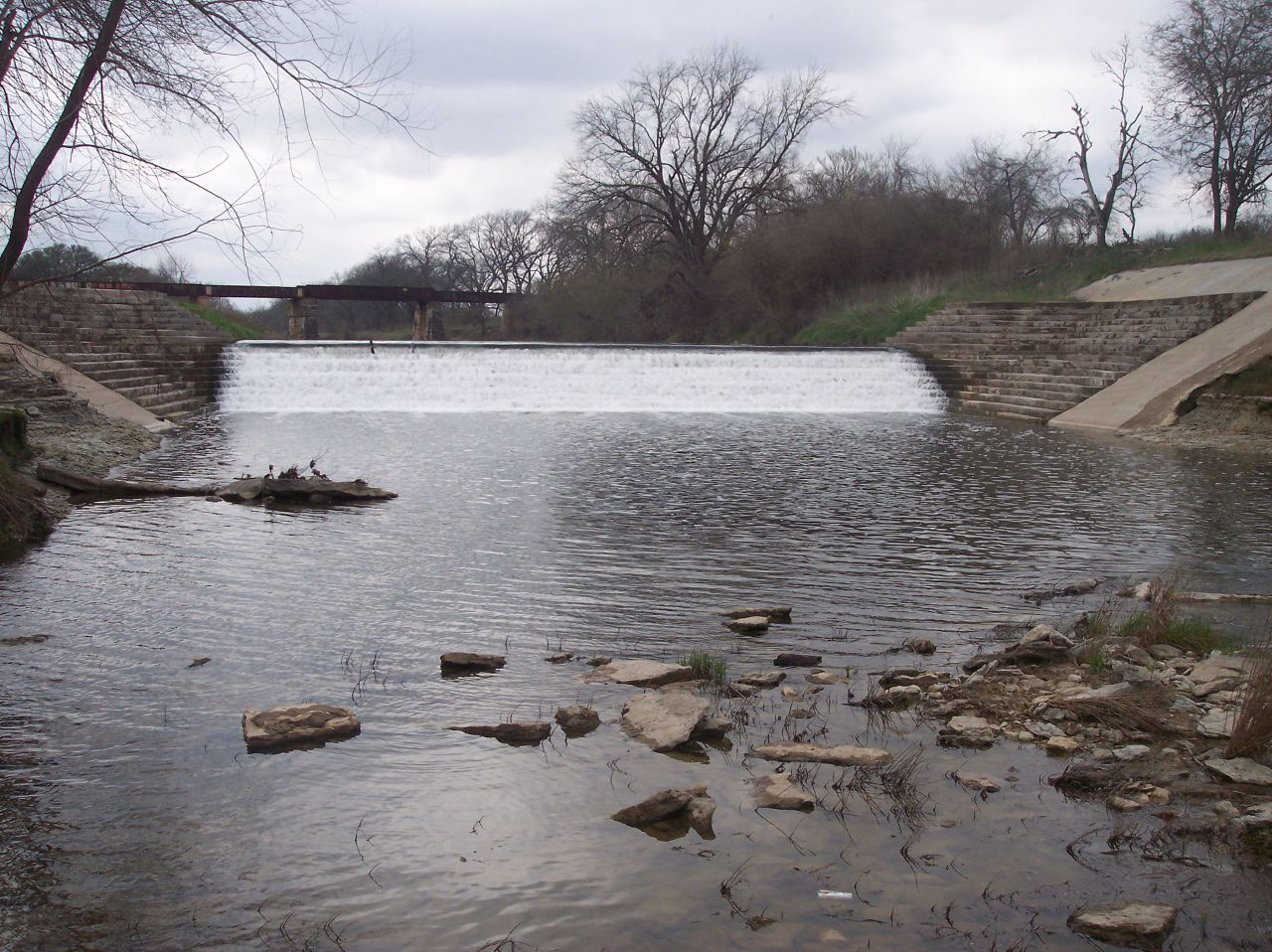
Der Bosque River Dam

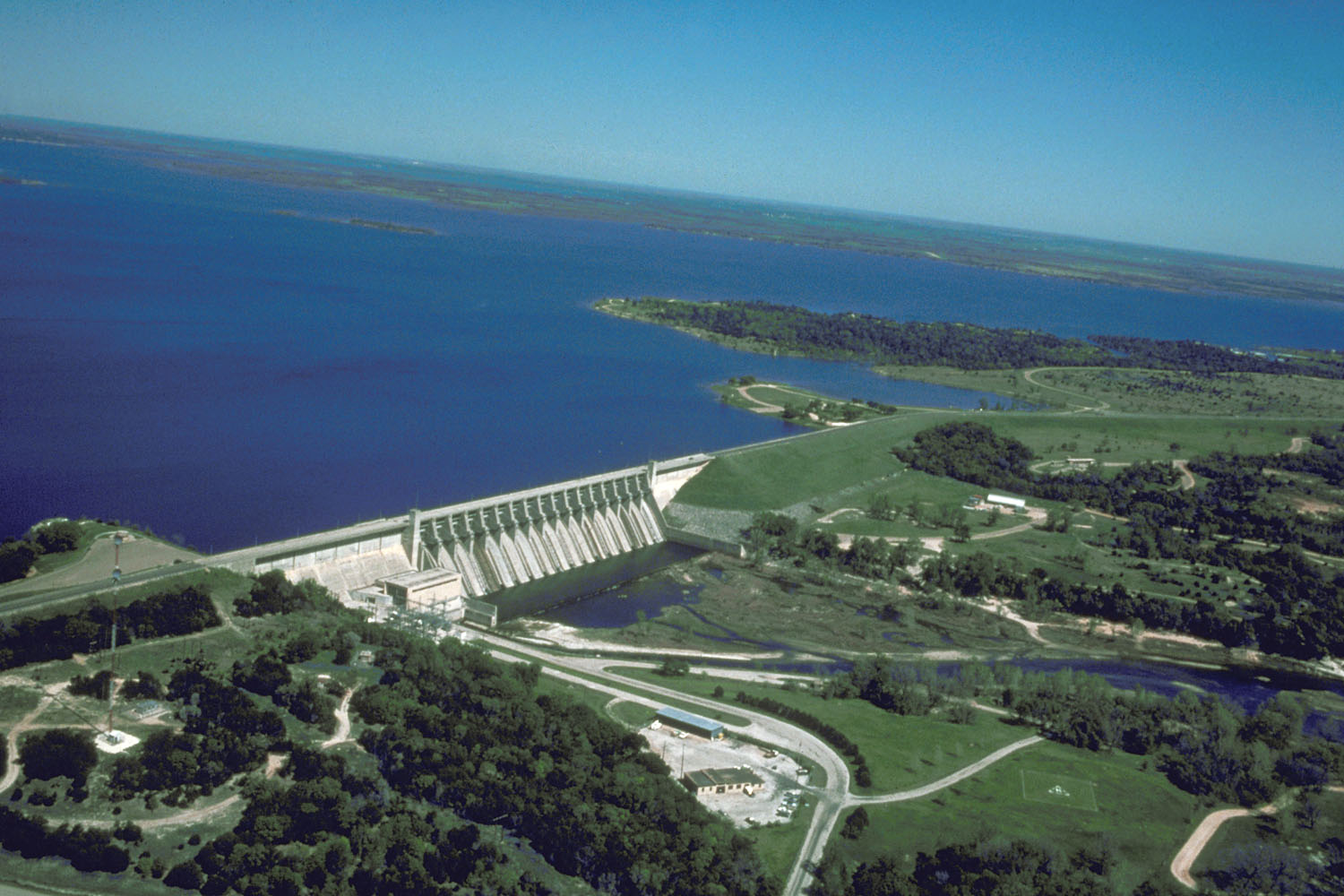
Der Lake Whitney mit dem Whitney Lake Dam

Nach der Volkszählung im Jahr 2000 lebten im Bosque County 17.204 Menschen in 6.726 Haushalten und 4.856 Familien. Die Bevölkerungsdichte betrug 7 Einwohner pro Quadratkilometer. Ethnisch betrachtet setzte sich die Bevölkerung zusammen aus 90,75 Prozent Weißen, 1,92 Prozent Afroamerikanern, 0,55 Prozent amerikanischen Ureinwohnern, 0,11 Prozent Asiaten, 0,03 Prozent Bewohnern aus dem pazifischen Inselraum und 5,17 Prozent aus anderen ethnischen Gruppen; 1,47 Prozent stammten von zwei oder mehr Ethnien ab. 12,23 Prozent der Einwohner waren spanischer oder lateinamerikanischer Abstammung.
Von den 6.726 Haushalten hatten 29,5 Prozent Kinder oder Jugendliche, die mit ihnen zusammen lebten. 60,6 Prozent waren verheiratete, zusammenlebende Paare 8,2 Prozent waren allein erziehende Mütter und 27,8 Prozent waren keine Familien. 25,4 Prozent waren Singlehaushalte und in 14,1 Prozent lebten Menschen im Alter von 65 Jahren oder darüber. Die durchschnittliche Haushaltsgröße betrug 2,48 und die durchschnittliche Familiengröße betrug 2,95 Personen.
24,4 Prozent der Bevölkerung war unter 18 Jahre alt, 6,2 Prozent zwischen 18 und 24, 23,8 Prozent zwischen 25 und 44, 25,0 Prozent zwischen 45 und 64 und 20,5 Prozent waren 65 Jahre alt oder älter. Das Medianalter betrug 42 Jahre. Auf 100 weibliche Personen kamen 95,9 männliche Personen und auf 100 Frauen im Alter von 18 Jahren oder darüber kamen 92,3 Männer.
Das jährliche Durchschnittseinkommen eines Haushalts betrug 34.181 USD, das Durchschnittseinkommen einer Familie betrug 40.763 USD. Männer hatten ein Durchschnittseinkommen von 31.669 USD, Frauen 21.739 USD. Das Prokopfeinkommen betrug 17.455 USD. 8,9 Prozent der Familien und 12,7 Prozent der Einwohner lebten unterhalb der Armutsgrenze.

## Städte und Gemeinden
- Brazos Point
- Clifton
- Cranfills Gap
- Eulogy
- Glass
- Hurst Springs
- Iredell
- Kimball
- Kopperl
- Laguna Park
- Lakeside Village
- Lakewood Harbor
- Meridian
- Morgan
- Mosheim
- Norse
- Poesville
- Roswell
- Smiths Bend
- Valley Mills
- Walnut Springs
- Womack

## Schutzgebiete und Parks
- Katy Park
- Kimball Bend Park
- Meridian State Park
- Morgan Lakeside Park
- Plowman Creek Park
- Soldiers Bluff Park
- Steele Creek Park
- Steeles Creek Park